# 22 (canción de Lily Allen)
«22» es el cuarto sencillo del álbum de la cantante británica Lily Allen, It's not me, it's you, el cual se publicó el 24 de agosto de 2009. "22" también aparece en la banda sonora internacional de la telenovela brasileña Viver a Vida.

## Acerca de la canción
Allen dijo sobre la esta canción: "Es más sobre las niñas que no han descubierto lo que quieren hacer con ellas mismas. Especialmente las niñas realmente bonitas. Se puede confiar en su apariencia en una medida: la gente va a pagar por sus comidas y bebidas y no hay que pensar. Y luego de repente pega que no están haciendo nada con sus vidas y de que sea demasiado tarde. Y, sí, se trata de una persona específica. La mayoría de mis canciones de inicio y, a continuación, al igual que ser más general".

## Videoclip
El video fue rodado en Londres el 1 de julio.
En este video Lily lleva un vestido color chocolate con un escote en la parte de atrás. Al principio muestra a Allen entrando a los baños de un club, luego camina hacia el espejo donde canta el primer verso, frente al espejo hay otras mujeres viendo su peinado y maquillaje. Allen se ve en el espejo peinada y maquillada cuando en realidad está despeinada y sin maquillaje. Luego se van acercando más mujeres al espejo para verse, mientras cantan, luego se puede ver a Allen sola bailando en el baño con un hombre, el cual resultó ser imaginario. Al final Lily sale del baño.
- Datos: Q215309